# Koczkás Sándor
Koczkás Sándor (Orosháza, 1924. január 11. – Budapest, 2000. szeptember 19.) József Attila-díjas (1979) magyar irodalomtörténész, kritikus.

## Életpályája
1942–1946 között a Szegedi Tudományegyetem Bölcsészettudományi Karának hallgatója volt. 1950-ben végzett az Eötvös Loránd Tudományegyetem magyar-francia szakán. 1948–1950 között az Eötvös Loránd Tudományegyetem Bölcsészettudományi Karának 20. századi magyar irodalomtörténeti tanszékén demonstrátor, 1950–1951 között gyakornok, 1951–1953 között tanársegéd, 1954–1974 között adjunktus, 1974-től docens volt. 
1956. október 23-án a bölcsészkari gyűlésen ő olvasta fel az egyetemi pártbizottság 14 pontos követelését, majd tagja lett annak a küldöttségnek, amely a Politikai Bizottságnál tiltakozott a tüntetést betiltó rendelkezés ellen. 1956. október 26-án az Egyetemi Forradalmi Diákbizottság képviseletében tárgyalt a SZOT vezetőivel (Gáspár Sándorral, Somogyi Miklóssal és Fock Jenővel). Megállapodtak, hogy egy közös bizottságot hoznak létre az egyetemi ifjúság és a SZOT képviselőiből. Az Írószövetséggel együtt kiadott felhívásukat a Népszava közölte. 
1959–1962 között az Élet és Irodalom kritikai rovatát vezette. 1975–1981 között a Magyar Írószövetség kritika szakosztályának titkára, 1981–1986 között elnöke, 1988–1992 között főtitkára volt.
Kutatásának középpontjában Ady Endre, Bálint György és Radnóti Miklós életműve állt. Ady Endre verseinek kritikai kiadását rendezte sajtó alá.

## Családja
Szülei: Koczkás Sándor (1897–1956) iskolaigazgató és Hibrandt Ida (1899–1983) voltak. Három lánytestvére volt: Edit, Ida és Ildikó.

## Művei
- Mikszáth Kálmán: Az a pogány Filcsik. Elbeszélések; szerk., bev. Koczkás Sándor; Szépirodalmi, Bp.,1951 (Szépirodalmi kiskönyvtár)
- Radnóti Miklós: Versek és műfordítások; sajtó alá rend., bev., jegyz. Koczkás Sándor; Szépirodalmi, Bp., 1954
- Radnóti Miklós összes versei és műfordításai; sajtó alá rend. Koczkás Sándor; Szépirodalmi, Bp., 1956
- Ady Endre: Ifjú szívekben élek. Válogatott cikkek és tanulmányok; vál., tan. Koczkás Sándor, jegyz. Bessenyei György; Móra, Bp., 1958
- Ady Endre: A nacionalizmus alkonya; összeáll., összeáll. Koczkás Sándor, Vezér Erzsébet; Kossuth Kiadó, Bp., 1959
- Veres Péter: Tarka szőttes. Elbeszélések 1-2.; vál., utószó, jegyz. Koczkás Sándor; Szépirodalmi, Bp., 1960
- Bálint György: A toronyőr visszapillant. Cikkek, tanulmányok, kritikák 1-2.; szerk. Koczkás Sándor, Magyar István, jegyz. Rét Rózsa; Magvető, Bp., 1961
- Ady Endre összes versei 1-2.; sajtó alá rend. Koczkás Sándor, Krajkó András; Szépirodalmi, Bp., 1962 (Magyar klasszikusok)
- Magyar irodalmi szöveggyűjtemény. 4. köt. Szöveggyűjtemény a XX. század irodalmából. Egyetemi segédkönyv. 1. r. A Nyugat és Ady kora; szerk. Waldapfel József, Bóka László, Bessenyei György, Koczkás Sándor; Tankönyvkiadó, Bp., 1963
- Ady Endre: Összes versei I–III. (kritikai kiadás, Kispéter Andrással, 1969–1995)
- A toronyőr visszapillant. Cikkek, tanulmányok, kritikák; szerk., utószó Koczkás Sándor, sajtó alá rend. Koczkás Sándor, Magyar István, bibliogr., névmutató Magyar István, jegyz. Rét Rózsa, Kristó Nagy István; Magvető, Bp., 1966
- Radnóti Miklós összes versei és műfordításai; sajtó alá rend. Koczkás Sándor; Szépirodalmi, Bp., 1972
- Bálint György: Rapszódia az íróasztal mellett; vál., szerk., utószó Koczkás Sándor; Ifjúsági Lapkiadó, Bp., 1976
- Tanárok és diákok. Válogatás a Pedagógus Szakszervezet szépirodalmi pályázatának anyagából; szerk. Horváth Péter, Koczkás Sándor; Táncsics, Bp., 1980
- Rendes feltámadás. Fél évszázad elbeszélései, 1900–1945. 1-2.; vál., szerk. Hegedős Mária és Koczkás Sándor, utószó Koczkás Sándor; Móra, Bp., 1988 (Diákkönyvtár)
- Átvilágítás. Elbeszélések és versek. Válogatás hét év elbeszéléseiből és verseiből; vál., szerk. Koczkás Sándor, előszó Pomogáts Béla; Zrínyi, Bp., 1997
- Ady Endre: A Pokol-játék. Válogatott történetek; vál., szöveggond. Koczkás Sándor, Hegedős Mária, utószó Koczkás Sándor; Unikornis, Bp., 1999 (A magyar próza klasszikusai)

## Díjai, kitüntetései
- Az irodalomtudományok kandidátusa díj (1974)
- A Munka Érdemrend arany fokozata (1984)
- A Magyar Köztársasági Érdemrend tisztikeresztje (1994)